# Nelson Lagoon
Nelson Lagoon es un lugar designado por el censo (en inglés, census-designated place, CDP) ubicado en el borough de Aleutianas Orientales, Alaska, Estados Unidos. Según el censo de 2020, tiene una población de 41 habitantes.
Es el único asentamiento aleuta en las costas del mar Bering.

## Geografía
La localidad está ubicada en las coordenadas 55°50′12″N 161°38′9″O / 55.83667, -161.63583 (55.836649, -161.635799).

## Demografía
Según la Oficina del Censo, en 2000 los ingresos medios de los hogares de la localidad eran de $43.750 y los ingresos medios de las familias eran de $53.750. Los hombres tenían unos ingresos medios de $31.250 frente a $59.583 para las mujeres. Los ingresos per cápita eran de $27.596. Alrededor del 6,4% de la población estaba por debajo del umbral de pobreza.
De acuerdo con la estimación 2016-2020 de la Oficina del Censo, los ingresos medios de los hogares de la localidad son de $42.917 y los ingresos medios de las familias son de $47.750. Alrededor del 9,2% de la población está por debajo del umbral de pobreza.